# Бабошин, Василий Петрович
Василий Петрович Бабошин — командир отделения 243-го отдельного саперного батальона (176-я стрелковая дивизия, 31-я армия, 3-й Белорусский фронт), старший сержант.

## Биография
Василий Петрович Бабошин родился в крестьянской семье деревне Холмище Весьегонского уезда Тверской губернии (в настоящее время в Весьегонском районе Тверской области). В 1922 году окончил 4 класса школы. В 1933 году был призван в ряды Красной Армии и до 1935 года проходил срочную службу. Работал в Архангельской области, в Шалакушском леспромхозе.
С началом Великой Отечественной войны 24 июня 1941 года Няндомским райвоенкоматом был призван в армию. Боевой путь начал 12 августа 1941 года в составе 88-й стрелковой дивизии на Карельском фронте.
С февраля 1942 года в составе 80-й морской стрелковой бригады, помощником командира взвода отдельной саперной роты. Участвовал в Кестеньгской операции, а впоследствии в оборонительных боях на Кестеньгском и Масельгском направлениях Карельского фронта.
В боях мая — июня 1942 года на Кестеньгском направлении Бабошин неоднократно под артиллерийским и пулемётным огнём восстанавливал проволочные заграждения
Проявил мужество и отвагу при устройстве инженерных заграждений перед переднем краем нашей обороны, под ружейно-пулемётным огнём восстанавливал проволочные заграждения, а в период с 25 мая по 30 июня 1943 года восстановил более 1000 мин.
18 июля 1943 года Бабошин командовал подразделением сапёров, обеспечивающих прохождение разведгруппы. После устройства проходов, вместе со стрелками бросился к траншеям и взорвал гранатами две землянки вместе с солдатами противника. Обеспечил выполнение боевой задачи по захвату пленных. 22 июля 1943 года он был награждён орденом Красной Звезды.
В феврале 1944 года на базе 80-й морской стрелковой бригады была сформирована 176-я стрелковая дивизия, в составе которой Василий Бабошин прошёл до Победы. Летом 1944 года дивизия принимала участие в Свирско-Петрозаводской наступательной операции.
В период с 20 мая по 20 июня 1944 года в районе города Медвежьегорск и поселка Пиндуши старший сержант Бабошин вместе с сапёрами разминировал свыше 20 вражеских минных полей, разрушил сотни метров проволочных заграждений и противотанковых надолб. 25 июня, действуя при переправе наших войск через Остерозеро (к северо-западу от Медвежьегорска), прошёл 3 ряда проволочных заграждений, 4 ряда мин и заминированный завал глубиной 50 метров. 28 июня по дороге к деревне 2-я Кумса, рискуя жизнью, снял 3 мины, поставленные на не извлечение. Обеспечил продвижение войск.
Приказом по частям 176-й стрелковой дивизии (№ 120) от 6 июля 1944 года старший сержант Бабошин Василий Петрович награждён орденом Славы 3-й степени.
6 июля 1944 года с группой саперов разминировал проход в заграждениях для обеспечения прохода разведчиков. При этом он снял 19 мин. Во время боев за Поросозерский узел сопротивления, двигаясь в передовом отряде разграждения, под огнём вражеских автоматчиков обезвредил сложную систему мин и завалов. В начале августа 1944 года в районе Лутиккавара — Куолисма обезвредил 50 метров вражеских завалов, снял несколько мин, что способствовало продвижению частей. При отражении контратаки, в рукопашной схватке убил офицера. Был представлен к награждению орденом Отечественной войны 2-й степени. Приказом по войскам 32-й армии (№ 508) от 6 октября 1944 года старший сержант Бабошин Василий Петрович награждён орденом Славы 2-й степени.
К этому времени дивизия находилась на отдыхе в Вологодской области.
В январе 1945 года дивизия в составе 31-й армии 3-го Белорусского фронта участвовала в Восточно-Прусской операции.
В январе 1945 года под городом Барцяны, (Польша) саперное отделение под командованием Бабошина, находясь впереди наступающих стрелковых подразделений, обезвредило более 100 противопехотных и 5 противотанковых мин, 50 мин снял лично. Во время боев в Мазурском укрепленном районе лично истребил свыше 10 солдат противника, получил тяжелое ранение. В феврале 1945 года был представлен к награждению орденом Отечественной войны 2-й степени, но, так как сведений о награждении орденом Славы 2-й степени не было, он повторно был награждён орденом Славы 2-й степени. Приказом по войскам 31-й армии (№ 508) от 21 апреля 1945 года старший сержант Бабошин Василий Петрович награждён орденом Славы 2-й степени.
В октябре 1945 года был демобилизован.
Вернулся в Архангельскую область. Трудился в Коношском леспромхозе.
Указом Президиума Верховного Совета СССР от 7 июня 1968 года Бабошин Василий Петрович перенаграждён орденом Славы 1-й степени. Стал полным кавалером ордена Славы.
В 1985 году в порядке массового награждения участников войны орденами Отечественной войны, он был награждён орденом 1-й степени.
Жил в поселке Волошка Коношского района.
Василий Петрович Бабошин скончался 8 ноября 1994 года.